# Chimarra antilliana
Chimarra antilliana är en nattsländeart som beskrevs av Oliver S. Flint Jr. 1968. Chimarra antilliana ingår i släktet Chimarra och familjen stengömmenattsländor. Inga underarter finns listade i Catalogue of Life.